# Gnathoncus buyssoni
Gnathoncus buyssoni é uma espécie de insetos coleópteros polífagos pertencente à família Histeridae.
A autoridade científica da espécie é Auzat, tendo sido descrita no ano de 1917.
Trata-se de uma espécie presente no território português.